# 묘코코겐정
묘코코겐정(妙高高原町)은 니가타현 나카쿠비키군에 설치되었던 정이다. 현재의 묘코시에 해당한다.
정역의 남쪽은 나가노현에 접하고 있었다.온천과 스키를 중심으로 한 관광업이 성행했다.

## 역사
- 1956년 9월 30일 나카쿠비키군 노자와촌, 묘코코겐촌이 신설 합병해 묘코코겐정이 성립하였다.
- 1969년 10월 1일 - 묘코코겐정이 한자명을 妙高高原町으로 개칭하였다.
- 2005년 4월 1일 - 묘코촌과 함께 아라이시에 편입해 동일 아라이시는 묘코시로 개칭되었다.

## 행정
- 정장 : 오카야마 코이치로 (1996년 4월 29일 - 2005년 3월 31일)

## 교통

### 도로
- 국도 18호선

### 철도
- 동일본 여객철도
  - 신에쓰 본선